# Lucio Manlio Acidino Fulviano
Lucio Manlio Acidino Fulviano (in latino Lucius Manlius Acidinus Fulvianus; fl. II secolo a.C.) è stato un politico della Repubblica romano.

## Biografia
È il figlio di Fulvio Flacco, che prese Capua; fu adottato da Lucio Manlio Acidino ed entrò come figlio adottivo nella famiglia dei Manlii, che trasforma secondo l'impiego il suo vecchio nomen, Fulvius in Fulvianus
È pretore nel 188 a.C.. Inviato come propretore in Spagna romana con tremila uomini di rinforzo, vi restò due anni e combatté con successo i Celtiberi, che gli vale l'onore di una ovatio al suo ritorno a Roma.
Nel 183 a.C. è uno dei tre ambasciatori romani incaricati riaccompagnare in Gallia Narbonense un gruppo di Galli transalpini che si erano stabiliti nella pianura friulana nel 186 a.C. in ricerca di un territorio dove installarsi e che avevano tentato di fondare una città sul territorio dell'attuale Aquileia.
Appare fra i tre ex consoli incaricati, nel 181 a.C., di fondare la colonia latina di Aquileia, con Publio Cornelio Scipione Nasica e Gaio Flaminio.
Fu eletto console nel 179 a.C. con il suo fratello adottivo, caso unico dove due fratelli furono consoli nello stesso tempo. All'ora di quest'elezione, Scipione Maluginense lo qualificò come uomo onesto e cittadino eccellente.